# Ludwig Praehauser
Ludwig Praehauser (bisweilen auch Prähauser geschrieben; * 10. August 1877 in Salzburg; † 21. Mai 1961 ebd.) war ein österreichischer Lehrer, Kunsthistoriker und Schriftsteller.

## Leben
Er wurde als Sohn des Postbeamten Ludwig Prähauser und seiner Frau, der Drechslermeisterstochter Theresia (geb. Markl), geboren. Er maturierte an der k.k. Lehrerbildungsanstalt in Salzburg und legte 1898 die Lehrbefähigungsprüfung für Volksschulen ab. Danach arbeitete er als Lehrer in verschiedenen Volksschulen des Flach- und Tennengaues und arbeitete als Fachlehrer und Kunsterzieher an der Knabenbürgerschule Haydnstraße. Während des Ersten Weltkrieges erkrankte er und musste in Frühpension gehen. Daraufhin studierte er Kunstgeschichte in Leipzig, München, Wien und Jena und schloss das Studium 1923 mit dem Doktorat an der Universität Wien ab. Seine Dissertation veröffentlichte er 1925 unter dem Titel „Kunst und unerfüllte Pädagogik. Sieben Kapitel über Kunsterziehung und pädagogische Reformen“. Ab 1926 lebte er als freier Schriftsteller.
Er war Mitglied in der Literatur- und Kunstgesellschaft Pan und eng befreundet mit dem Weltreisenden und Schriftsteller Alois Grasmayr, ebenso mit Hugo von Hofmannsthal und Max Reinhardt. Mit Anton Faistauer strebte er eine ganzheitliche musische Erziehung junger Menschen durch eine sachgerechte Kunstbetrachtung an. Er wirkte langjährig als Erwachsenenbildner. Das 1938 im Entstehen begriffene Buch Kunst und unerfüllte Pädagogik fand nach dem Anschluss Österreichs bei den neuen Machthabern keine Zustimmung; es wurde nicht ausgeliefert, sondern eingestampft. Er war Obmann des von Anton Faistauer gegründeten Sonderbundes Österreichischer Künstler, der 1938 aufgelöst wurde.
Er war seit 1919 verheiratet mit der Kaufmannstochter Helene Maria Indra (* 17. Februar 1898).

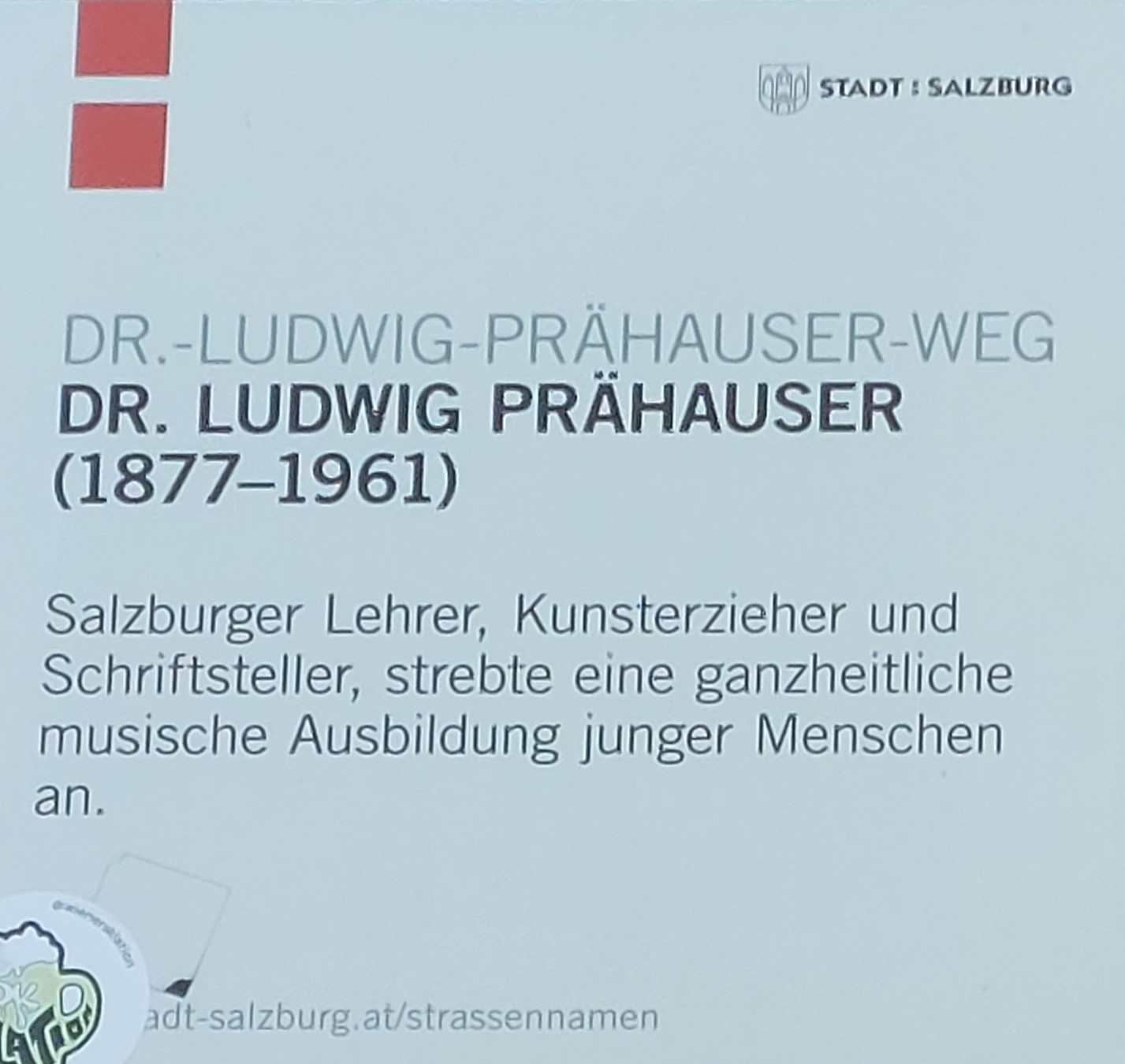
Wegtafel für Ludwig Prähauser auf dem Mönchsberg

## Ehrungen
1956 wurde er mit dem österreichischen Förderungspreis für Volksbildung ausgezeichnet. Praehauser stand vermutlich Pate für die Romanfigur des Promessers in Alexander Moritz Freys Roman Hölle und Himmel (1945). Auf dem Mönchsberg in Salzburg ist seit 1979 der Dr.-Ludwig-Prähauser-Weg nach ihm benannt, der von der Bürgerwehr bis zum Oskar-Kokoschka-Weg führt.

## Werke
- Kunst und unerfüllte Pädagogik. Sieben Kapitel über Kunsterziehung und pädagogische Reformen.  Österreichischer Bundesverlag für Unterricht, Wissenschaft und Kunst (zugleich Diss.), Wien 1925.
- Wie die Dichter uns Welt und Leben zeigen. Gedichte, Unser Lesebuch. Österreichischer Bundesverlag für Unterricht, Wissenschaft und Kunst, Wien 1926.
- Aus der Bilderwelt Albrecht Dürers. Österreichischer Bundesverlag für Unterricht, Wissenschaft und Kunst, Wien 1928.
- Gemeinsam mit  Josef F. Pöschl, Franz Türk und Josef Ziegler: Unser Lesebuch – Lesestoff für die österreichischen Hauptschulen. Österreichischer Bundesverlag für Unterricht, Wissenschaft und Kunst, Wien 1929.
- Von den Wegen der Menschen: Erzählende Gedichte. Bilder von Wilhelm Kaufmann. Österreichischer Bundesverlag für Unterricht, Wissenschaft und Kunst, Wien 1931.
- Wille zur Kunst in Österreich – Ein kunsthistorischer Beitrag zur vaterländischen Geistesgeschichte. Verlag Bindenschild, Wien 1946.
- Erfassen und gestalten. Die Kunsterziehung als Pflege formender Kräfte. Otto Müller Verlag, Salzburg 1950.